# ジェイコブ・モーア
ジェイコブ・モーア（Jacob More、1740年 - 1793年10月1日）は、スコットランド生まれの画家である。1773年からローマで活動した。主に風景画を描いた。

## 略歴
エディンバラの商人の家に生まれた。金細工師の見習いをした後、1760年に設立されたエディンバラの美術学校「Trustees Drawing Academy of Edinburgh」(後のエジンバラ・カレッジ・オブ・アート)の学生になり、1764年からはスコットランドの画家の工房で働き、エディンバラの劇場の装飾画を描いた。その後ロンドンでも修行した。1771年にはモーアの作品はロイヤル・アカデミー・オブ・アーツの初代会長のジョシュア・レノルズが注目するものになっていた。
1773年にイタリアに渡り、終生イタリアで活動することになった。ガスパール・デュゲやクロード・ロランといったイタリアの風景を描いた画家たちの作品から影響を受けた。ローマではスコットランド出身の画家、アラン・ラムゼー(1713-1784)と友人になった。
作品はロンドンに送られ、1780年代のロイヤル・アカデミーの展覧会でも展示された。1778年にナポリ、1784年にフィレンツェも訪れた。噴火するヴェスヴィオ火山を描いた作品も残した。ローマで風景画家として名声を得ていて、1786年からイタリアを旅したゲーテは1787年にモーアを訪ねている。
1793年に熱病で53歳で亡くなり、ローマのプロテスタントの墓地に埋葬された。

## 作品

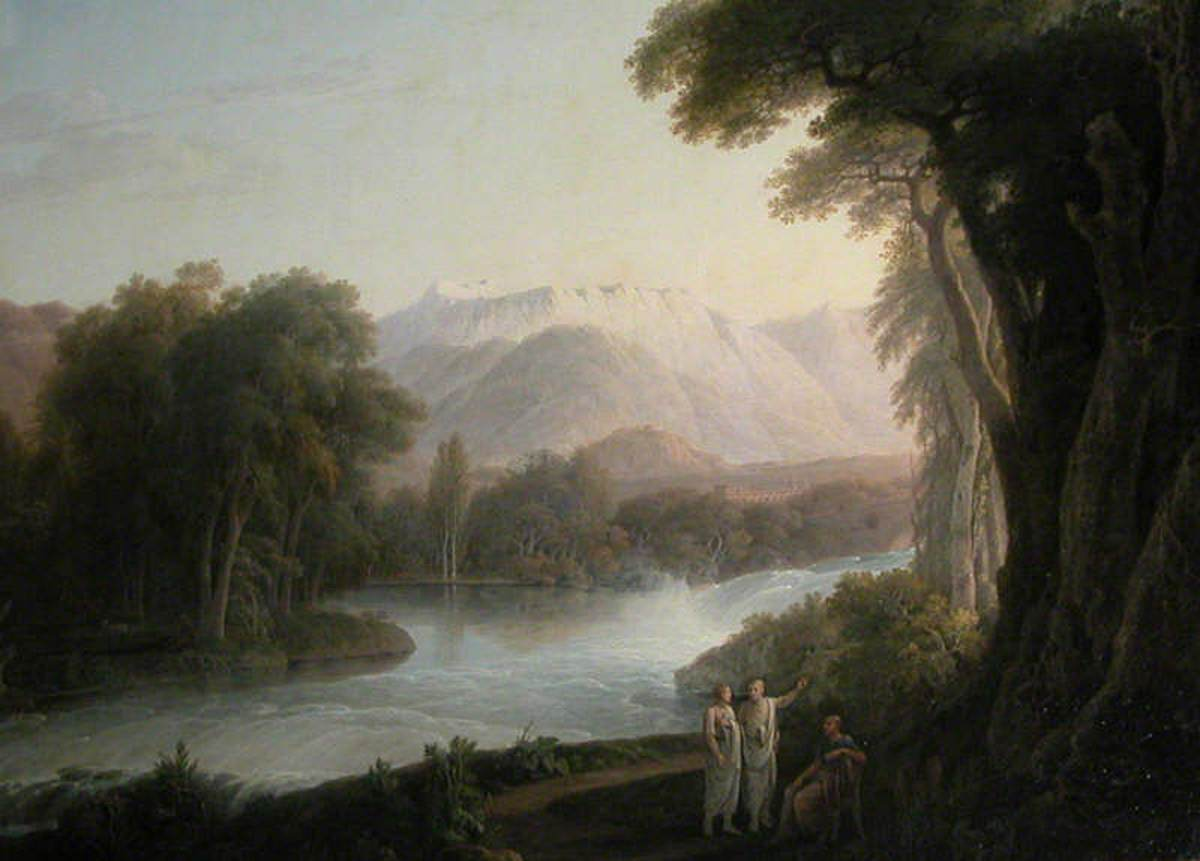
キケロと友人のいる古典的風景画(1780) ナショナル・トラスト蔵
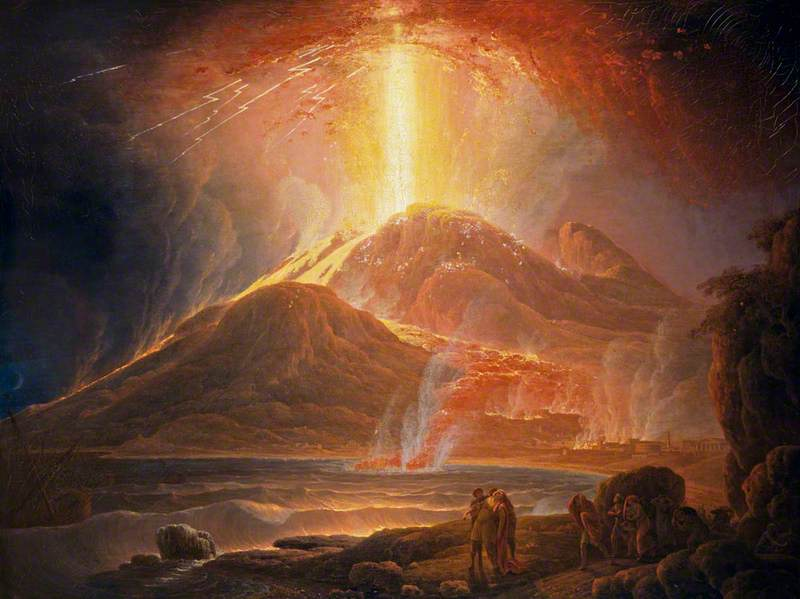
噴火するヴェスヴィオ火山 スコットランド国立美術館蔵
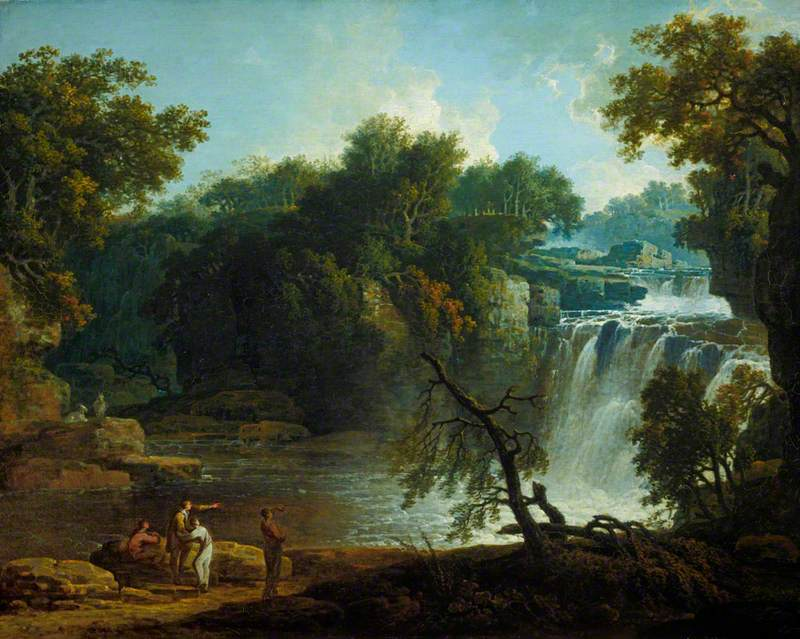
クライドの滝 スコットランド国立美術館蔵
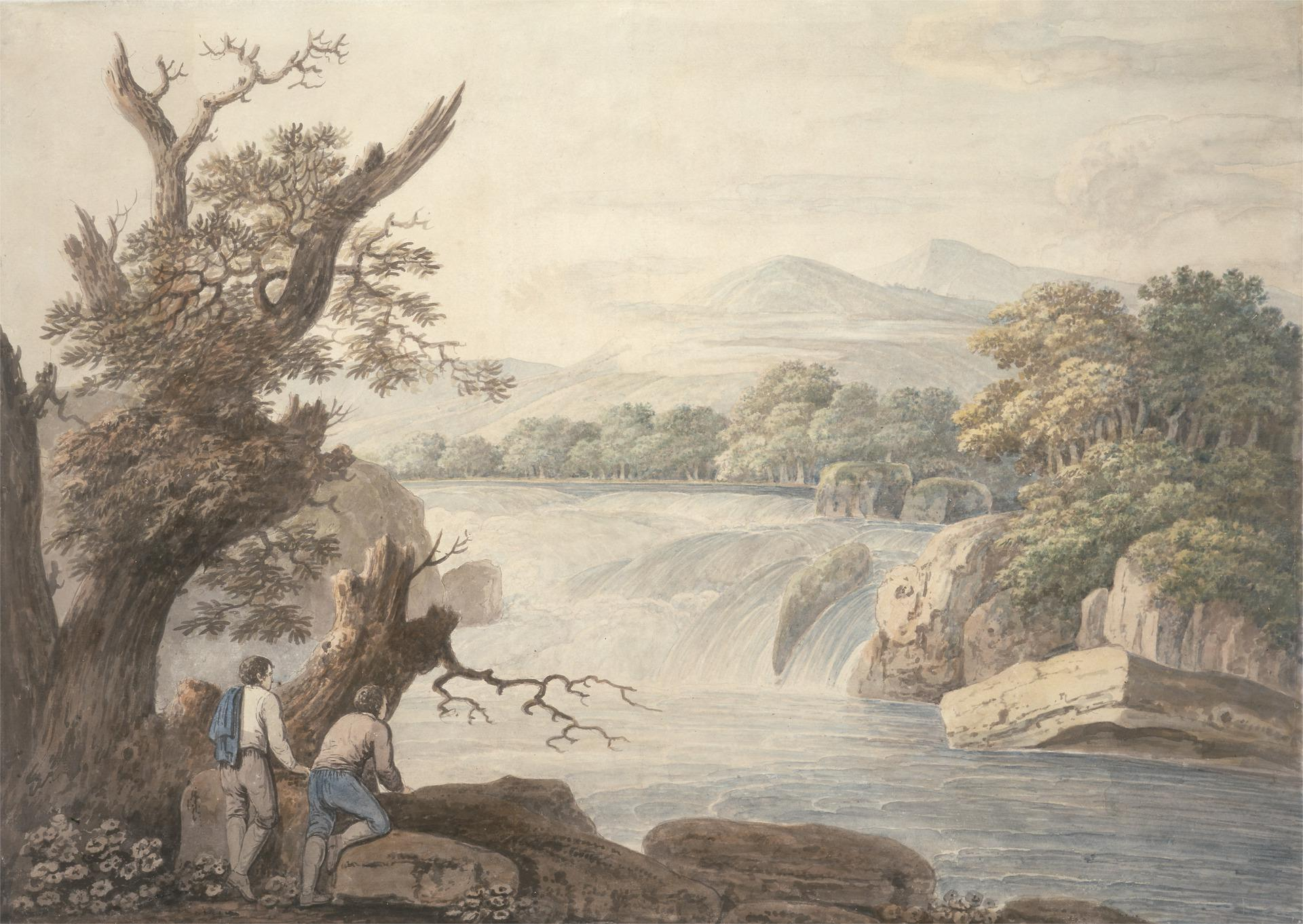
水彩画